# Callianthe glaziovii
Callianthe glaziovii är en malvaväxtart som först beskrevs av Karl Moritz Schumann, och fick sitt nu gällande namn av Donnell. Callianthe glaziovii ingår i släktet Callianthe och familjen malvaväxter. Inga underarter finns listade i Catalogue of Life.